# TX-0
TX-0, Transistorized Experimental computer zero, var en transistorbaserad dator. Den byggdes 1955 vid Massachusetts Institute of Technologys Lincoln Laboratory, var en av de tidigaste transistorbaserade datorerna och utgjordes i huvudsak av en transistoriserad version av Whirlwind. Den var försedd med 64 kiloord kärnminne med en ordlängd på 18 bitar.
Datorns efterträdare blev TX-2, efter att arbetet med en mellanliggande version TX-1 hade avbrutits.